# Cabot (Arkansas)
Cabot és una població dels Estats Units a l'estat d'Arkansas. Segons el cens del 2010, Estimate tenia 32.821 habitants.

## Demografia
Segons el cens del 2000, Cabot tenia 15.261 habitants, 5.432 habitatges, i 4.329 famílies. La densitat de població era de 308,2 habitants/km².
Dels 5.432 habitatges en un 47,1% hi vivien nens de menys de 18 anys, en un 65,7% hi vivien parelles casades, en un 10,7% dones solteres, i en un 20,3% no eren unitats familiars. En el 17,2% dels habitatges hi vivien persones soles el 5,8% de les quals corresponia a persones de 65 anys o més que vivien soles. El nombre mitjà de persones vivint en cada habitatge era de 2,78 i el nombre mitjà de persones que vivien en cada família era de 3,14.
Per edats la població es repartia de la següent manera: un 31,5% tenia menys de 18 anys, un 7,6% entre 18 i 24, un 34% entre 25 i 44, un 19% de 45 a 60 i un 7,9% 65 anys o més.
L'edat mediana era de 32 anys. Per cada 100 dones de 18 o més anys hi havia 89,9 homes.
La renda mediana per habitatge era de 49.389 $ i la renda mediana per família de 53.933 $. Els homes tenien una renda mediana de 37.450 $ mentre que les dones 26.209 $. La renda per capita de la població era de 19.020 $. Entorn del 5,6% de les famílies i el 7,1% de la població estaven per davall del llindar de pobresa.

## Poblacions més properes
El següent diagrama mostra les poblacions més properes.